# Terremoto de Michoacán de 2022
El terremoto de Michoacán de 2022 ocurrió a las 13:05:07, hora local (UTC-5) del lunes, 19 de septiembre de 2022, localizado en la Brecha sísmica de Michoacán con epicentro a 63 km al sur de Coalcomán de Vázquez Pallares y una magnitud de momento de 7,6 (USGS); 7,7 (SSN), e intensidad máxima de Mercalli de VIII (severo). 
El temblor causó daños graves en los estados de Michoacán y Colima, y generó una alerta de tsunami por parte del Centro de Alertas de Tsunami del Pacífico. El sismo fue precedido por la activación del sistema de alertamiento sísmico para todas las ciudades de cobertura. Ese mismo día, a las 12:19, se realizó el simulacro en conmemoración del terremoto de México de 1985 y del 2017 —tras 37 y 5 años de ocurridos, respectivamente— y 46 minutos después sonó la alerta sísmica, provocando confusión entre la población al pensar que se trataba de un segundo simulacro o un error del sistema de alertamiento sísmico. Provocó daños materiales en Guerrero, Colima, Jalisco, Querétaro, Morelos y el Valle de México como el derrumbe de bardas de algunos hogares, daños fuertes en distintos edificios incluyendo la Lotería Nacional de México y daños en un puente vehicular en Huixquilucan, apagones eléctricos y afectación en infraestructura de telecomunicaciones y vías de transporte en estos estados anteriores.
Los medios de comunicación destacaron la coincidencia en la fecha de este sismo con la fecha del terremoto de México de 1985 y la fecha y hora del terremoto de Puebla de 2017. Otra coincidencia es que solo hubo nueve minutos entre la hora del terremoto del 2017 y el acontecido este día. Sin embargo, no existe evidencia alguna que relacione geológicamente a estos tres terremotos.

## Información
| Estado           | Fallecidos | Heridos | Referencias |
| ---------------- | ---------- | ------- | --- |
| Colima           | 3          | 9       | Se confirmó el deceso de un bebé de 5 meses a consecuencia de las graves lesiones sufridas, tras una explosión de gas registrada en una casa al momento del sismo. |
| Ciudad de México | 2          | 0       | 2 fallecidos por réplica del 22 de septiembre |
| Michoacán        | 0          | 29      | 3 heridos por réplica del 22 de septiembre |
| Nayarit          | 0          | 2       | |
| Jalisco          | 0          | 1       | [ 10 ] |
| Total            | 5          | 41      | |

## Entorno tectónico

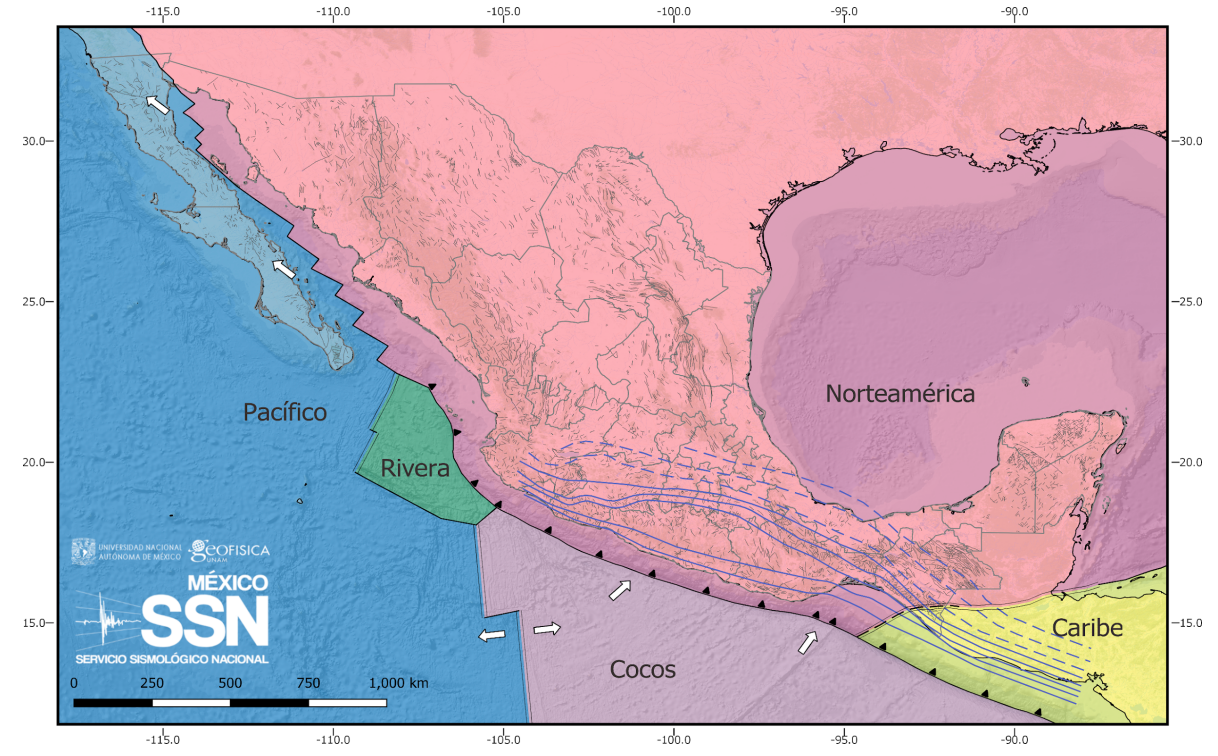
Placas tectónicas de México.

El terremoto, superficial, se produjo en una zona sísmicamente activa cerca de la costa del centro de México, en una confluencia de tres placas tectónicas, la norteamericana al noreste, la de Rivera al noroeste y la de Cocos al sur. Tanto la placa de Rivera como la de Cocos están en subducción bajo la placa Norteamericana. La primera, que es más lenta, se desplaza hacia el noroeste a una velocidad de unos 2 cm por año con respecto a la placa de Norteamérica y la de Cocos, más rápida, se desplaza en una dirección similar a una velocidad de unos 4 o 5 cm por año.
Se han producido varios terremotos importantes cerca del evento reciente. En 1932, un terremoto de magnitud 8,1 se produjo al noroeste del evento de 2022. El 21 de enero de 2003, un terremoto de magnitud 7,6 se produjo en las proximidades, lo que causó la muerte de veintinueve personas. El 9 de octubre de 1995, un terremoto de magnitud 8,0 sacudió el oeste del evento de 2022, lo que causó la muerte a cuarenta y nueve personas y dejó a otras mil sin hogar. El terremoto más mortífero de México también se produjo en Michoacán exactamente 37 años antes. Este sismo de magnitud 8,1 mató a miles de personas, hirió a unas treinta mil y dejó a cien mil personas sin hogar.

## Afectaciones
- Colima: 2 personas murieron y 9 resultaron heridas en Colima. Al menos 2790 viviendas en 10 municipios, 20 edificios, 2 templos y 7 instalaciones médicas sufrieron daños. 5 puentes y 8 caminos fueron destruidos. En Manzanillo, una persona murió al caerle un cerco y se reportaron algunos derrumbes.[12] En Punto Plaza Bahía, un centro comercial de la ciudad, y un gimnasio se derrumbaron parcialmente, matando a una persona. Las comunicaciones fueron interrumpidas en Tecomán y Comala. Una explosión de tanque de gasolina en Tecomán dejó cuatro personas heridas, entre ellas dos menores de edad.

- Michoacán: Al menos 3161 viviendas y 89 escuelas resultaron afectadas en Coalcomán, Chinicuila, Coahuayana y Aquila; 800 viviendas colapsaron. El mayor daño se registró en Coahuayana, donde se impactaron 1143 viviendas, de las cuales 398 fueron arrasadas. Y en Cotija la iglesia de San José sufrió daños en su torre y en su fachada, se reportaron viviendas con daños entre ellas caída de tejas y agrietamientos en los inmuebles. Se reportaron daños en 21 hospitales de los municipios de Cherán, Maravatío, Puruándiro, Zacapu, Pátzcuaro, Ciudad Hidalgo, entre otros municipios,[13] pero solo dos tuvieron que ser evacuados. Se produjeron daños estructurales en tres iglesias. Varios puentes y líneas de comunicación resultaron afectados. Una carretera se derrumbó. En Coahuayana, 26 personas resultaron heridas, una de ellas por explosión de gas.[14] En la réplica del 22 de septiembre, 3 personas más resultaron lesionadas en Coalcomán[15]

- Jalisco: En Guadalajara, a un hombre le fue amputado el brazo a la altura del codo durante un accidente de ascensor. Cayó un pedazo de cantera en cada uno de los templos de San Agustín y La Merced de la ciudad. En Puerto Vallarta, techos y ventanas cayeron de los edificios, y algunos edificios de departamentos presentaban grietas entre losas, vigas y plantas bajas En Ciudad Guzmán la catedral sufrió cuarteaduras y ligeros derrumbes dejando un peligro medio, además de daños en edificios y casas y caída de bardas, lo mismo ocurrió en Sayula, Tecalitlán y Pihuamo y Tamazula de Gordiano, Se confirmó que los municipios más afectados fueron Zapotitlán de Vadillo y Tolimán con casas colapsadas y dañadas estructuralmente.[16]

- Nayarit: En Tepic, ambas torres de la Catedral de Tepic resultaron fuertemente dañadas, cayeron escombros de una de sus torres. En el fraccionamiento Villas de Arana resultaron dañadas viviendas y un hospital. En Ixtlán del Río, se dañó el cerco de una escuela primaria y un edificio financiero. Tiendas resultaron dañadas y artículos cayeron en Bahía de Banderas. Un colegio abandonado en Compostela se resquebrajó. Dos personas resultaron heridas en San Blas; uno durante un accidente de moto y otro por una caída.

- Ciudad de México: En la Ciudad de México, los edificios se balancearon y se informó que al menos 21 estructuras sufrieron daños de leves a moderados, algunos de ellos dañados desde los recientes terremotos.[17] En la réplica de magnitud 6.9 ocurrida el 22 de septiembre fallecieron dos personas, una debida a una caída desde una escalera en la alcaldía Cuauhtémoc y la otra debido a un infarto en la alcaldía Coyoacán.[8]

- Estado de México: Un puente vehicular en Huixquilucan se vio afectado y se suspendió la circulación para la revisión por parte de protección civil. En la réplica del 22 de septiembre hubo cortes de electricidad que restableció la CFE.

El movimiento telúrico también se sintió en los estados de Aguascalientes, Durango, Guanajuato, Guerrero, Morelos, Oaxaca, Puebla, Querétaro, San Luis Potosí, Tlaxcala, Veracruz y Zacatecas.

## Estadísticas
El temblor coincidió con el 37.º aniversario del terremoto de Ciudad de México de 1985, en el que murieron unas diez mil personas, y con el 5.º aniversario del terremoto de Puebla de 2017 donde murieron 370 personas. Poco después del mediodía, 47 minutos antes de que se produjera el sismo, se realizó un simulacro nacional. Incluso se seguía con el simulacro nacional (realizando, de forma hipotética, las actividades de revisión y rescate posteriores a un sismo) cuando sonaron de nueva cuenta las alertas sísmicas, advirtiendo de este sismo.
Este terremoto también coincidió con el aniversario de la erupción volcánica de La Palma de 2021 que sucedió ese mismo día un año antes pero en España.
Es el terremoto de mayor magnitud registrado en México desde el terremoto del 7 de septiembre de 2017 con magnitud de 8.2.

### Magnitud
Inicialmente, el SSN dio una cifra preliminar de 6.8, luego lo actualizó a 7.4 y, finalmente, lo ajustó en 7.7 en escala de Magnitud de Momento.

## Réplicas
Hasta el reporte de las 08:00 horas (UTC-06:00) del 23 de noviembre de 2022, se han contabilizado un total de 10 480  réplicas registradas con epicentros ubicados en Michoacán y Colima. La primera de consideración se produjo a las 14:30 horas (UTC-05:00) del 19 de septiembre de 2022 en Tecomán, Colima, en una escala de 5.3, lo que agravó los daños estructurales. En la madrugada posterior al evento principal, se registró una nueva réplica a las 01:17 h (UTC-05:00) de magnitud 5.8 ubicado nuevamente en Tecomán, la cual se convirtió en la réplica más fuerte de este sismo hasta las 01:16:09 horas (UTC-05:00) del 22 de septiembre de 2022, cuando se registró una nueva réplica, de 6.9 grados, a 84 kilómetros al sur de Coalcomán, Michoacán. generando la activación de la alerta sísmica, el 12 de enero de 2025 se registró una réplica tardía de magnitud 6.1 con epicentro en Coalcomán Michoacán.

## Tsunamis
En Puerto Vallarta se observó un pequeño tsunami con una altura de, al menos, 20 cm. En cambio, en Manzanillo, Colima ocurrió un tsunami más alto de 1.24 metros de altura.